# Damalis angola
Damalis angola là một loài ruồi trong họ Asilidae. Damalis angola được Londt miêu tả năm 1989. Loài này phân bố ở vùng nhiệt đới châu Phi.